# Cronica Universală (Eusebius din Cezareea)
Cronica Universală (în greacă Παντοδαπὴ ἱστορία, transliterat: Pantodapi istoria) a fost o cronică scrisă de episcopul Eusebiu din Cezareea, care prezintă evenimentele de la Facerea lumii (plasată în anul 2016 î.Hr.) și începerea Marilor Persecuții (303).